# Rudolf Kohtz
Rudolf Kohtz (* 3. Juli 1874 in Magdeburg, Provinz Sachsen; † 16. April 1945 in Berlin) war ein deutscher Figuren-, Porträt-, Landschafts- und Stilllebenmaler.

## Leben
Kohtz studierte ab 1894 an der Kunstakademie Düsseldorf Malerei. Dort war Heinrich Lauenstein sein Lehrer. Anschließend besuchte er unter Arthur Kampf die Berliner Akademie. Ab 1900 stellte er in Berlin aus, im Oktober 1903 kollektiv in Eduard Schultes Kunstsalon. 1906 und von 1923 bis 1925 war er auf der Großen Berliner Kunstausstellung vertreten, 1908 auf der 16. Ausstellung der Berliner Secession. Außerdem beschickte er Ausstellungen in Düsseldorf, München und anderen Orten, 1914 etwa die 11. Esposizione Internazionale d’Arte della Città di Venezia.
Kohtz’ jüngerer Bruder war der Berliner Architekt Otto Kohtz, dem er 1910 half, einen Wettbewerbsentwurf für das Bismarck-National-Denkmal auf der Elisenhöhe bei Bingerbrück-Bingen zu erstellen.